# Yamirka Rodríguez
Yamirka Rodríguez Quesada (18 maggio 1978) è una schermitrice cubana.

## Palmarès
In carriera ha conseguito i seguenti risultati:
- Giochi Panamericani:

Guadalajara 2011: bronzo nella spada individuale.